# 経済複雑性指標
経済複雑性指標（Economic Complexity Index 以下ECI）は、国家全体など巨大な経済システムの生産力の特徴を測る全体的な指標である。
複雑系経済学で用いられる他の指標と同様に、経済複雑性指標は経済システムをその部分の合計としてではなく全体として捉え説明することが目的である。
経済複雑性指標はある国家の国民が形成するネットワーク「集団population」が蓄積してきた知識を解明することを狙っており、そのような知識は当該国家の工業的構造として表出すると考える。国家の多様性の指標と製品の遍在性ubiquity（偏在性ではない）の指標を組み合わせることにより、ある国家の輸出品の相対的な複雑性を表したのがECIである。似通った指標に、経済ではなく製品の複雑性指標を測る製品複雑性指標Product Complexity Index/PCIがある。

## 背景
ECIはMITメディアラボのセザー・ヒダルゴとハーバード大学ケネディスクールのリカルド・ハウスマンにより提唱された。ECIのデータは経済複雑性観測所（The Observatory of Economic Complexity）というデータビジュアライゼーションのウェブサイトで入手できる。オリジナルの論文は2009年の米国科学アカデミー紀要上で発表された。

## 説明

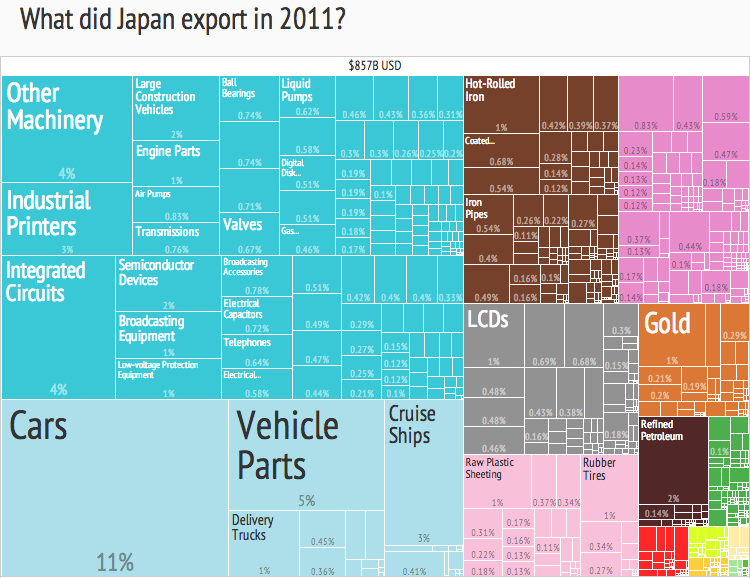
日本の輸出 ツリーマップグラフ

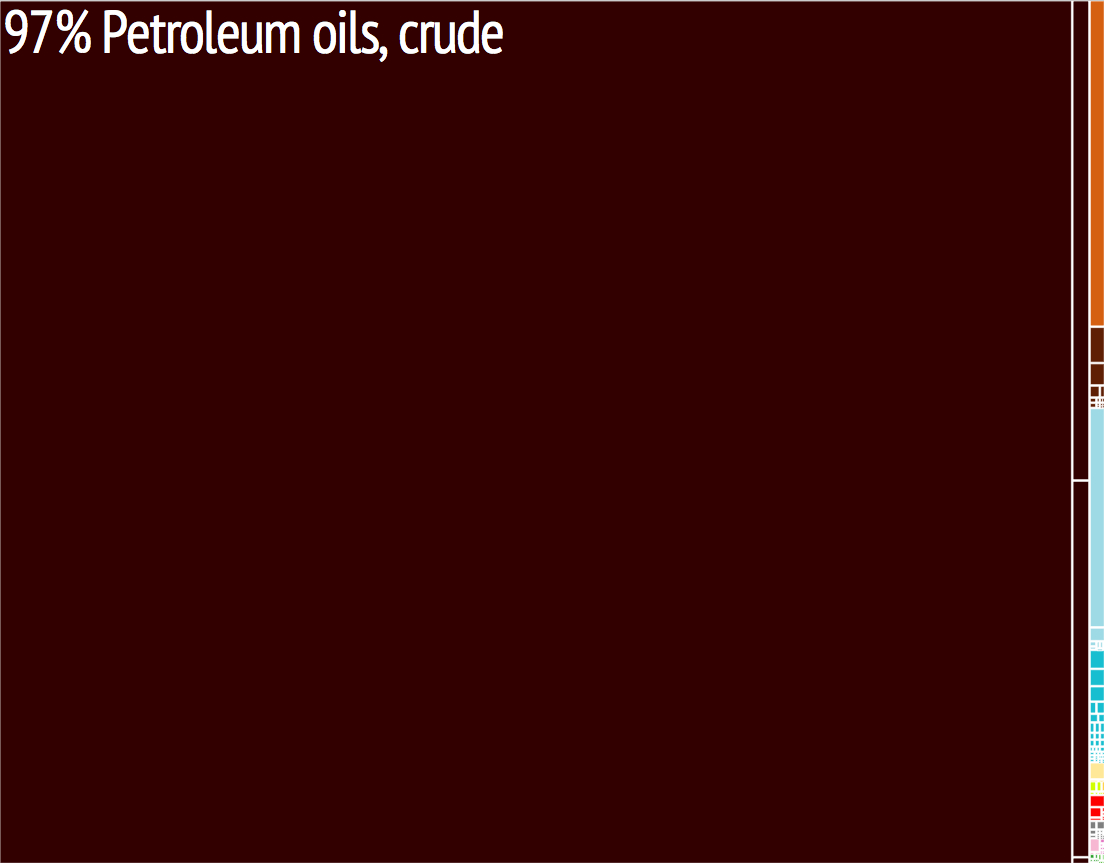
アンゴラの輸出 ツリーマップグラフ

厳密な数学的定義によればECIは国家間をつなぐ行列の固有ベクトルである。ECIは国家の多様度と輸出品目の遍在性の2点を考慮に入れているため、 その国家がいかに多様であるか、またその国家の産業がいかに洗練されているか の両方を測定することができる。
ある国家のECIが「高い」ということは、その国家の
1. 輸出品目が多岐にわたっており、かつそれらが
2. 遍在性の低い（例えばロボットアームなどは開発できる国が限られており遍在性が低いといえる）品目であり、またそれらが
3. 多様性の高い国家で生産されている

ことを示しており、日本（2012年のECIは2.2程度で世界一位）やドイツ（同1.9程度）などが該当する。
逆にある国家のECIが「低い」場合、それはその国家が
1. 少ない品目しか輸出しておらず、それらが
2. 遍在性の高い（例えばパルプや鉄のスクラップなど）品目であり、また
3. あまり多様性の高くない国家で生産されがちである

ことを示しており、アンゴラ(2012年のECIは-2程度)やイラク(同-2.3程度)が該当する。

## 応用
ヒダルゴとハウスマンはECIのコンセプトが説明的指標としてだけではなく、経済成長の予測手法としても用いることができると提案している。彼らの2011年の共著「経済複雑性アトラス」（原題Atlas of Economic Complexity・のち書籍化）で提唱された統計モデルによると、ECIはひとりあたり国内総生産GDPの伸び率の予測に関し、世界経済フォーラムによるガバナンスや競争力を根拠とした「国際競争力指数」やヒューマン・キャピタルなどの従来の指標よりも正確に予測していたとされる。

## ランキング

### 2014年
| 順位                                            | 国または地域 | ECI値 | ECI値の増減（対2013年） | 順位変動（対2013年） |
| ----------------------------------------------- | ------------ | ----- | ----------------------- | -------------------- |
| 1                                               | 日本         | 2.25  | 0.04                    | 増減なし             |
| 2                                               | スイス       | 2.10  | 0.06                    | 増減なし             |
| 3                                               | ドイツ       | 2.05  | 0.10                    | 増減なし             |
| 4                                               | スウェーデン | 1.89  | 0.06                    | 増減なし             |
| 5                                               | アメリカ     | 1.80  | 0.22                    | 06                   |
| 6                                               | 韓国         | 1.74  | 0.04                    | 01                   |
| 7                                               | フィンランド | 1.74  | 0.10                    | 01                   |
| 8                                               | シンガポール | 1.73  | 0.10                    | 02                   |
| 9                                               | チェコ       | 1.70  | 0.01                    | 03                   |
| 10                                              | オーストリア | 1.65  | 0.01                    | 01                   |
| 11                                              | イギリス     | 1.60  | 0.12                    | 06                   |
| 12                                              | スロベニア   | 1.50  | 0.06                    | 増減なし             |
| 13                                              | フランス     | 1.46  | 0.01                    | 増減なし             |
| 14                                              | ハンガリー   | 1.43  | 0.09                    | 01                   |
| 15                                              | オランダ     | 1.37  | 0.24                    | 05                   |
| 16                                              | スロバキア   | 1.35  | 増減なし                | 02                   |
| 17                                              | アイルランド | 1.32  | 0.05                    | 01                   |
| 18                                              | デンマーク   | 1.26  | 0.07                    | 01                   |
| 19                                              | イスラエル   | 1.24  | 0.02                    | 01                   |
| 20                                              | メキシコ     | 1.23  | 0.24                    | 03                   |
| 21                                              | ノルウェー   | 1.23  | 0.28                    | 03                   |
| 22                                              | イタリア     | 1.21  | 0.01                    | 05                   |
| 23                                              | カナダ       | 1.20  | 0.50                    | 10                   |
| 24                                              | ポーランド   | 1.19  | 0.07                    | 03                   |
| 25                                              | マレーシア   | 1.04  | 0.35                    | 09                   |
| Source: Observatory of Economic Complexity, MIT |              |       |                         |                      |

### 2013年
| 順位                                            | 国または地域 | ECI値 |
| ----------------------------------------------- | ------------ | ----- |
| 1                                               | 日本         | 2.29  |
| 2                                               | スイス       | 2.16  |
| 3                                               | ドイツ       | 1.95  |
| 4                                               | スウェーデン | 1.83  |
| 5                                               | イギリス     | 1.72  |
| 6                                               | チェコ       | 1.71  |
| 7                                               | 韓国         | 1.70  |
| 8                                               | フィンランド | 1.64  |
| 9                                               | オーストリア | 1.64  |
| 10                                              | シンガポール | 1.63  |
| 11                                              | アメリカ     | 1.58  |
| 12                                              | スロベニア   | 1.56  |
| 13                                              | フランス     | 1.47  |
| 14                                              | スロバキア   | 1.35  |
| 15                                              | ハンガリー   | 1.34  |
| 16                                              | アイルランド | 1.27  |
| 17                                              | イタリア     | 1.22  |
| 18                                              | イスラエル   | 1.22  |
| 19                                              | デンマーク   | 1.19  |
| 20                                              | オランダ     | 1.13  |
| 21                                              | ポーランド   | 1.12  |
| 22                                              | 中国         | 0.96  |
| 23                                              | メキシコ     | 0.95  |
| 24                                              | ノルウェー   | 0.95  |
| 25                                              | スペイン     | 0.93  |
| Source: Observatory of Economic Complexity, MIT |              |       |